# Конон Ісаврійський
Конон Ісаврійський(† 250) — християнський святий, сповідник та чудотворець, що шанується у східній церкві. Пам'ять відзначається 5 березня.

## Життя
Конон народився у Віфінії, в селі Видана, розташованому за три кілометри від малоазійського міста Ісаврії (нині територія Туреччини). Про час народження Конона можна судити із переказу про те, що його батьки Нестор і Нада, застали час відвідання цих місць апостолом Павлом, який проповідував тут християнство приблизно в середині І ст.
За наполяганням батьків, які були язичниками, Конона заручили з дівчиною на ім'я Анна, однак перед самим весіллям, сталася подія яку «Житіє Святого мученика Конона описує так»:
| Перед шлюбним союзом явився Кононові святий архистратиг Михаїл в образі мужа пресвітлого і навчив його про святу віру, завів його в ріку й охрестив у Пресвяту Тройцю, і Божественних Таїнств причастив, знаменував його хресним знаменням і невидимий став. Сповнився ж хлопець Духа Святого, й архангел Михаїл з ним був невидимо.[1] |
Ставши таким чудесним способом християнином Конон своєю вірою навернув у християнство також і свою жінку, яку він переконав зберігати незайманість та жити з ним як брат і сестра. З часом він охрестив і батьків, котрі згодом теж стали шануватись як блаженні, а батько Конона Нестор вбитий язичниками, також і як мученик.
Рано поховавши матір і дружину, Конон повністю присвятивши себе чернечим працям, посту і молитві. У похилому віці він отримав дар чудотворення. Завдяки його проповіді і чудесам було зруйновано храм та статую грецького бога Аполлона і багато язичників приймали хрещення.
У час правління імператора Декія Конона ув'язнили в Ісаврії й жорстоко мучили за те, що він відмовився поклонитися поганським божкам. Проте місцеві жителі, дізнавшись про катування, яким піддавався святий, вирушили на захист мученика зі зброєю в руках. Злякавшись народного гніву, мучителі втекли, а ісавряни знайшли мученика зраненого й закривавленого на місці тортур. Після цього люди почали цілувати його рани, бажаючи освятитися мученицькою кров'ю. Святий Конон шкодував про те, що не удостоївся прийняти мученицьку кончину за Господа.
Через два роки у 250, переносячи терпіння від отриманих ран, святий Конон мирно помер у тому ж селищі Витанії, де і народився. Був похований поруч із своїми батьками і дружиною. На місці дому де жив святий було побудовано храм.
- Пам'ять — 5 березня.